# Kurztitelkatalog Flandern

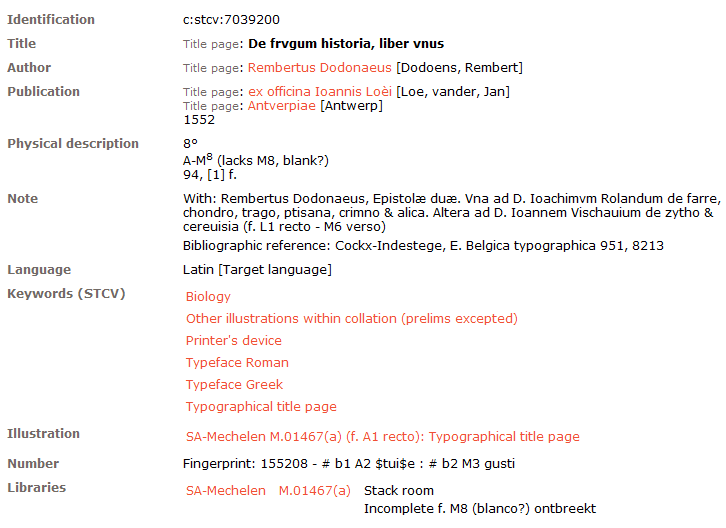
Beispielkatalogeintrag aus STCV

Der Short Title Catalogus Vlaanderen (zu deutsch Kurztitelkatalog Flandern), abgekürzt STCV, ist die Nationalbibliographie von Flandern, der niederländischsprachigen Region Belgiens, für das 17. und 18. Jahrhundert. Die Online-Datenbank beinhaltet bibliographische Angaben zu 28.315 Druckausgaben, die nach dem Autopsieverfahren aus der Sichtung von 55.416 Einzelexemplaren des historischen Buchbestands des Landesteils ermittelt wurden (Stand März 2023). Der Zugriff ist frei.
Der Schwesterkatalog für die Niederlande ist der STCN.

## Geschichte
Die Datenbank ist ein Gemeinschaftsunternehmen aus Forschungsbibliotheken, Archiven und Sondersammlungen mit nationalem buchgeschichtlichem Kulturgut (niederländisch erfgoed).
Ausgehend von im Jahr 2000 begonnenen Planungen für eine Langzeitarchivierung wurde 2003 eine erste Auftragsstudie von Jeroen Walterus vorgelegt, die die Situation historischer Buchbestände in Flandern analysierte und einen Zeitplan vorlegte. Sie ermittelte rund 250 Sammlungen und teilte diese in die Wertungsklassen A bis D. Walterus entwickelte darin auch das Konzept von „Bewahrungsbibliotheken“ als regionale Nationalbibliothek für Flandern. Alte Drucke (oude drukken) wurden in der Analyse definiert für die Zeit 15. bis 18. Jahrhundert.
Verzeichnisvorgänger war das Werk Belgica typographica 1541–1600, gedruckt erschienen von 1968 bis 1994.  Dagegen war der STCV von Anbeginn als Datenbank konzipiert unter Einsatz des Bibliothekssystems „Brocade“ der Universität Antwerpen. Der STCV wurde am 5. November 2002 öffentlich freigegeben.

## Teilnehmer
Federführend ist seit September 2009 das Netzwerk Vlaamse Erfgoedbibliotheek, das von der Flämischen Gemeinschaft durch Kabinettsbeschluss errichtet wurde. Es besteht aus für die Langzeitarchivierung qualifizierten Teilnehmern, den flandrischen „bewaarbibliotheeken“: „Erfgoedbibliotheek Hendrik Conscience“ in Antwerpen (früher Stadsbibliotheek Antwerpen), der „Öffentlichen Bibliothek“ in Brugge, der „Provinzbibliothek Limburg“ in Hasselt, den Universitätsbibliotheken der Universität Antwerpen, der Universität Gent und der Katholischen Universität Löwen.

## Bestände

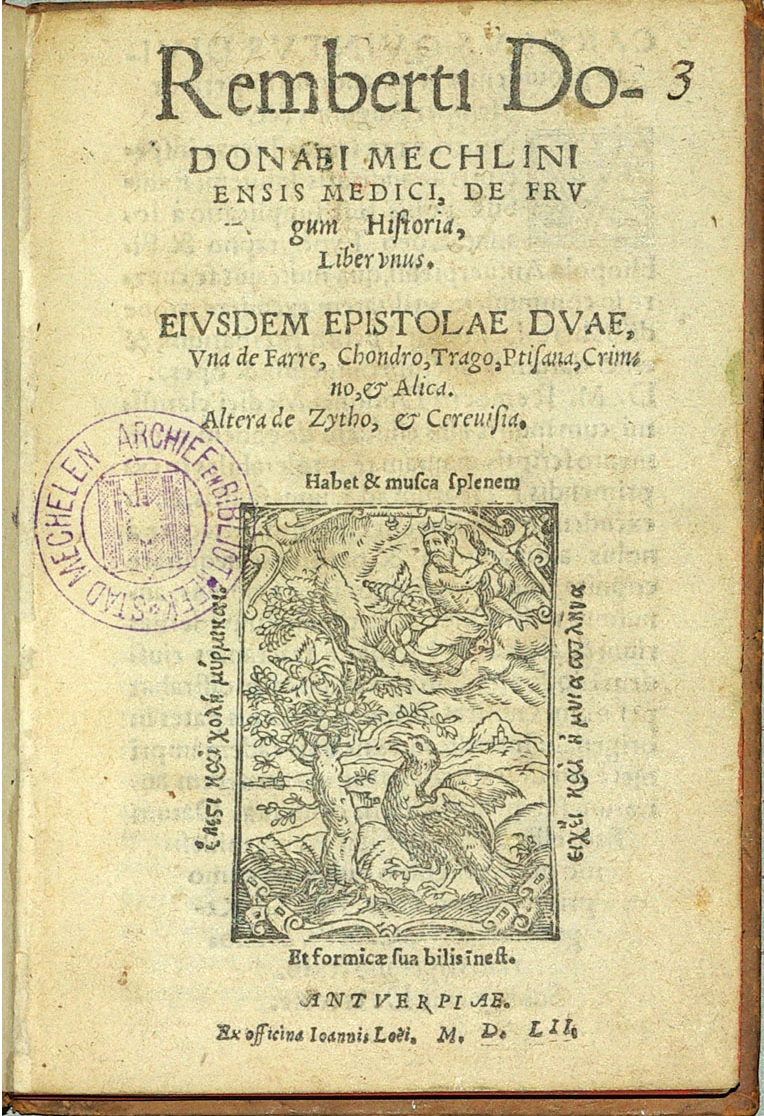
Beispieltitelseite aus STCV
(Rembert Dodoens: De frugum historia, liber unus. Jan vander Loe, Antwerpen 1552)

Die Online-Datenbank beinhaltet bibliografische Angaben zu 28.315 Druckausgaben, die nach dem Autopsieverfahren aus der Sichtung von 55.416 Einzelexemplaren des historischen Buchbestands des Landesteils ermittelt wurden (Stand März 2023).
Der Ausbau erfolgt etappenweise, so waren bis 2007 die Werke des 17. Jahrhunderts weitgehend erfasst, anschließend an die Belgica typographica. Ab 2007 erfolgte die Aufnahme der Titel aus dem 18. Jahrhundert. Das jährliche Volumen der gesichteten Bände beträgt rund 3000 Titel.
Sprachlich umfasst der STCV Werke in niederländischer, deutscher, englischer, spanischer, italienischer, portugiesischer, lateinischer, altgriechischer, hebräischer, arabischer und syrischer Sprache.

## Erschließung und Benutzung
Short Title oder Kurztitel bedeutet eine verkürzte Titelangabe, bei der auf eine vollständige bibliografische Beschreibung verzichtet wird. Erfasst, und damit suchfähig, sind: Autor; Titel; falls keine Titelseite vorhanden ist, ein Incipit; Drucker oder Verleger; Druck- oder Verlagsort; Schlagwörter; Textsprache. Zusätzlich werden die Druckwerke physisch beschrieben (Kollation) und mit bibliografischen Quellen, einem Fingerprint sowie dem Standort mit Signatur ergänzt.
Der STCV bietet Abbildungen der Titelseiten oder der für den Eintrag im Katalog verwendeten Seiten und links nach Volldigitalisate wenn vorhanden.
Der Zugriff ist frei. Suchfunktionen werden in den Sprachoberflächen Niederländisch, Französisch und Englisch angeboten. Der Short Title Catalogue Netherlands (STCN) ist der Schwesterkatalog für die Niederlande.